# The Dodos
«The Dodos» — американская инди-рок-группа, состоящая из Мэрика Лонга и Логана Кробера. С 2009 года как игрок на вибрафоне, к группе присоединился Китон Снайдер.

## История
Исполнять музыку вместе, The Dodos начали в 2005 году, когда музыкант полу-китайского происхождения Мэрик Лонг, зарекомендовавший себя в Сан-Франциско как певец и автор текстов песен, был представлен Логану Кроберу, через их общего друга (знакомый Лонга в колледже, как выяснилось, был кузеном Кробера).

### Dodo Bird EP
В феврале 2005 года, Лонг выпустил мини-альбом под названием "Dodo Bird EP", в котором он сам играл на всех инструментах. После выхода альбома Лонг познакомился с Кробером и они начали играть вместе. Они работали над тем, чтобы совместить знания Лонга в Западно-Африканской музыке и опыт игры Кробера в метал-группах, для создания музыки в которой "игра на барабанах играла бы главную роль, помогая создавать синкопические ритмы акустической гитары".

### Beware of the Maniacs
В 2006 году, под псевдонимом "Dodo Bird" был выпущен альбом Beware of the Maniacs. В поддержку данного альбома Лонг и Кробер  гастролировали большую часть 2007 года. В это время на них стали обращать внимание, стали появляться поклонники. Фанаты стали называть их просто Dodos, и в дальнейшем группа решила выступать именно под этим именем.

### Visiter
В декабре 2007 года, The Dodos стали сотрудничать с Frenchkiss Records и в марте 2008 года выпустили свой второй альбом - Visiter..
В апреле 2008 года, в интервью для L.A. Records Лонг рассказал о появлении названия альбома: "Причина, по которой в названии альбома допущена орфографическая ошибка, кроется в том, что это взято из рисунка, подаренного нам ребенком. Мы выступали для детей в одной из школ Лос-Анджелеса. Сестра друга (Барбара Лемпель)работает там специализированным учителем, так что мы пришли в её класс и поиграли для детей и это было очень классно. Когда дети задавали нам свои вопросы, один из них подошёл к нам и дал рисунок с тем самым словом. Этот рисунок фактически обложка нашего альбома, и я не знаю почему, но нам это понравилось. В общем-то мы использовали практически все детские рисунки. Это весьма забавно и для нас это было интересным мероприятием. Мы никогда раньше не играли для детей, мы не знали чего ожидать, но им понравилось - они хлопали и танцевали." 
После выхода альбома в группу вступил Джо Хэнер (бывший участник групп The Gris Gris и Battleship), играющий на ксилофоне и дополнительных ударных.

### Time to Die
Альбом Time to Die стал доступным для скачивания 27 июля 2009 в Великобритании и 28 июля в США. Физический выпуск долгоиграющей пластинки был 31 августа 2009 года в Великобритании и 15 сентября в США. Во время живых концертов Джо Хэнер был заменен Китоном Снайдером.

### No color
15 марта 2011 года будет выпущен 4-й альбом группы под названием "No Color". Вокальный вклад в создание альбома внесла американская певица Нико Кейс. Вибрафонист Китон Снайдер не фигурирует в данном альбоме.

## Оборудование и техника игры
The Dodos известны тем, что у них альтернативный инструментальный подход. Логан Кробер играет на ударных без басового барабана, часто играя на оправах барабанов, а также использует тамбурин. Китон Снайдер играет на вибрафоне, а Мэрик Лонг на акустических и полу-акустических гитарах.

## Дискография

### Альбомы
- «Beware of the Maniacs» (2006)
- «Visiter» (2008)
- «Time to Die» (2009)
- «No Color» (2011)
- «Carrier»(2013)
- «Individ» (2015)
- «Certainty Waves» (2018)

### Синглы
- «Red and Purple» (2008)
- «Fools» (2008)
- «Fables» (2009)